# Worms-Wiesoppenheim
Wiesoppenheim est depuis le 7 juin 1969 un quartier de Worms au Sud du Wonnegau . Le village est situé à quelque 6 km au Sud-ouest du centre-ville, au Sud de Hesse rhénane (Y étant le village le plus Sud) sur l'Eisbach (Rhin) et près de la A 61. Il a une superficie de 310,3 ha donc 2,9 % de celle de Worms.

## Héraldique
Blasonnement: les armories de Wiesoppenheim se dessinent sur un bouclier divisé en deux par les couleurs noir et rouge avec deux clés croisées en argent (signe du Wormser Dom) et une épée en argent (visant vers Martin de Tours). En 1957 le ministre de l'intérieur de Rhénanie-Palatinat a autorisé ces armoiries.

## Histoire
En 793, Wiesoppenheim est mentionné pour la première fois dans un document du Codex de Lorsch. Sur un champ de tombes franconiens il y avait quelques trouvailles romaines y compris un sarcophage qui prouvaient des traces de colonies. Longtemps Wiesoppenheim appartenait au Diocèse de Worms et avait une compétence de juridiction temporaire.
En 1875, l'Église St. Martinus (style roman du temps des Carolingiens) était détruite et reconstruite en 1875/76 dans le style néo-roman dominant aujourd'hui la silhouette du village.
En 1969, Wies-Oppenheim (nom ancien) devient un quartier de Worms.
Au 22 mai et du 9 juin jusqu'au 13 juin 1993 Wiesoppenheim célébrait sa Fête de 1200 années.

## Évolution démographique
Evolution de la population:
| Datum | Einwohner |
| ----- | --------- |
| 1933  | 939       |
| 1939  | 920       |
| 1968  | 1221      |
| 2014  | 1708      |

## Événements
- Journée porte ouverte des pompiers volontaires de Worms-Wiesoppenheim (Juillet, 1re fin de semaine)
- Kermesse (Wiesopperumer Kerb) septembre, 3e fin de semaine
- Marché d'Avent, décembre